# Lispe monochaita
Lispe monochaita este o specie de muște din genul Lispe, familia Muscidae, descrisă de Mou și Ma în anul 1992.
Este endemică în Liaoning. Conform Catalogue of Life specia Lispe monochaita nu are subspecii cunoscute.